# 宮崎県道342号青島停車場線
宮崎県道342号青島停車場線（みやざきけんどう342ごう あおしまていしゃじょうせん）は、宮崎県宮崎市を通る一般県道である。

## 概要
全線宮崎市青島2丁目内を通る。JR九州青島駅へのアクセス路部、宮崎県道377号内海加江田線重複部、青島参道、弥生橋からなり、青島観光における基幹路線となっている。なお、現地には標識などは設置されていない。

### 路線データ
- 起点：宮崎市青島2丁目13番地（青島）
- 終点：宮崎市青島2丁目11番地（JR青島駅前ロータリー）

## 歴史
- 1994年（平成6年）4月1日 - 宮崎県告示第413号[1]により路線認定される。

## 路線状況

### 通称
- 青島参道

### 重複区間
- 宮崎県道377号内海加江田線（宮崎市青島2丁目）

### 道路施設

#### 橋梁
- 弥生橋（宮崎市）

## 地理

### 通過する自治体
- 宮崎市

### 交差する道路
| 交差する道路                           | 交差する場所 |
| -------------------------------------- | ------------ |
| 宮崎県道377号内海加江田線 重複区間起点 | 青島2丁目    |
| 宮崎県道377号内海加江田線 重複区間終点 | 青島2丁目    |

### 沿線
- 青島 (宮崎県)
- 青島温泉
- JR九州日南線 青島駅